# Campionato africano maschile di pallavolo 1993
Il IX campionato africano maschile di pallavolo si è svolto nel 1993 ad Algeri, in Algeria. Al torneo hanno partecipato 10 squadre nazionali africane e la vittoria finale è andata per la seconda volta consecutiva all'Algeria.

## Squadre partecipanti
| - Algeria - Botswana - Costa d'Avorio - Egitto - Kenya | - Marocco - RD del Congo - Seychelles - Sudafrica - Tunisia |

## Classifica finale
| Classifica | Squadre        |
| ---------- | -------------- |
|            | Algeria        |
|            | Tunisia        |
|            | Egitto         |
| 4          | Seychelles     |
| 5          | Marocco        |
| 6          | RD del Congo   |
| 7          | Kenya          |
| 8          | Sudafrica      |
| 9          | Costa d'Avorio |
| 10         | Botswana       |